# Ronde van Estland (mannen)
De Ronde van Estland is een meerdaagse wielerwedstrijd in Estland, die sinds 2013 wordt georganiseerd in de maand mei in de UCI categorie 2.1. De wedstrijd duurt twee dagen en bestaat uit twee etappes. Sinds 2022 is er ook een vrouweneditie.

## Meervoudige winnaars
| Zeges | Renner            | Land    | Jaren      |
| ----- | ----------------- | ------- | ---------- |
| 2     | Grzegorz Stępniak | Polen   | 2016, 2018 |
| 2     | Karl Patrick Lauk | Estland | 2017, 2021 |

## Overwinningen per land
| Zeges | Land               |
| ----- | ------------------ |
| 6     | Estland            |
| 2     | Denemarken, Polen  |
| 1     | Litouwen, Roemenië |

Mannen: 
2013 ·
2014 ·
2015 ·
2016 ·
2017 ·
2018 ·
2019 ·
2020 ·
2021 ·
2022 · 
2023 · 
2024 · 
2025
Vrouwen: 
2022 · 
2023 · 
2024 · 
2025